# Отенштајн (Доња Саксонија)
Отенштајн (њем. Ottenstein) град је у њемачкој савезној држави Доња Саксонија. Једно је од 32 општинска средишта округа Холцминден. Према процјени из 2010. у граду је живјело 1.251 становника. Посједује регионалну шифру (AGS) 3255031.

## Географски и демографски подаци
Отенштајн се налази у савезној држави Доња Саксонија у округу Холцминден. Град се налази на надморској висини од 275 метара. Површина општине износи 32,8 km². У самом граду је, према процјени из 2010. године, живјело 1.251 становника. Просјечна густина становништва износи 38 становника/km².